# Myrtille Gollin
Myrtille Gollin (Saint-Martin-d'Hères, 18 luglio 1984) è un'ex pattinatrice di short track francese.

## Biografia
Ha rappresentato la Francia ai Giochi olimpici invernali di Torino 2006.
Ha vinto la medaglia d'argento nella staffetta 3.000 metri in entrambe le edizioni dei Campionati europei di Torino 2005 e Krynica-Zdrój 2006.
Dopo il ritiro dalle competizioni è divenuta allenatrice nel Club de Glace de l'Amicale Laïque d'Echirolles.
.

## Palmarès
- Campionati europei
- Torino 2005: argento nella staffetta 3000 m;
- Krynica-Zdrój 2006: argento nella staffetta 3000 m;